# Cochranella pulverata
Cochranella pulverata és una espècie de granota que viu a l'Equador, Colòmbia, Costa Rica, Hondures, Nicaragua i Panamà.